# Alonso de Sandoval

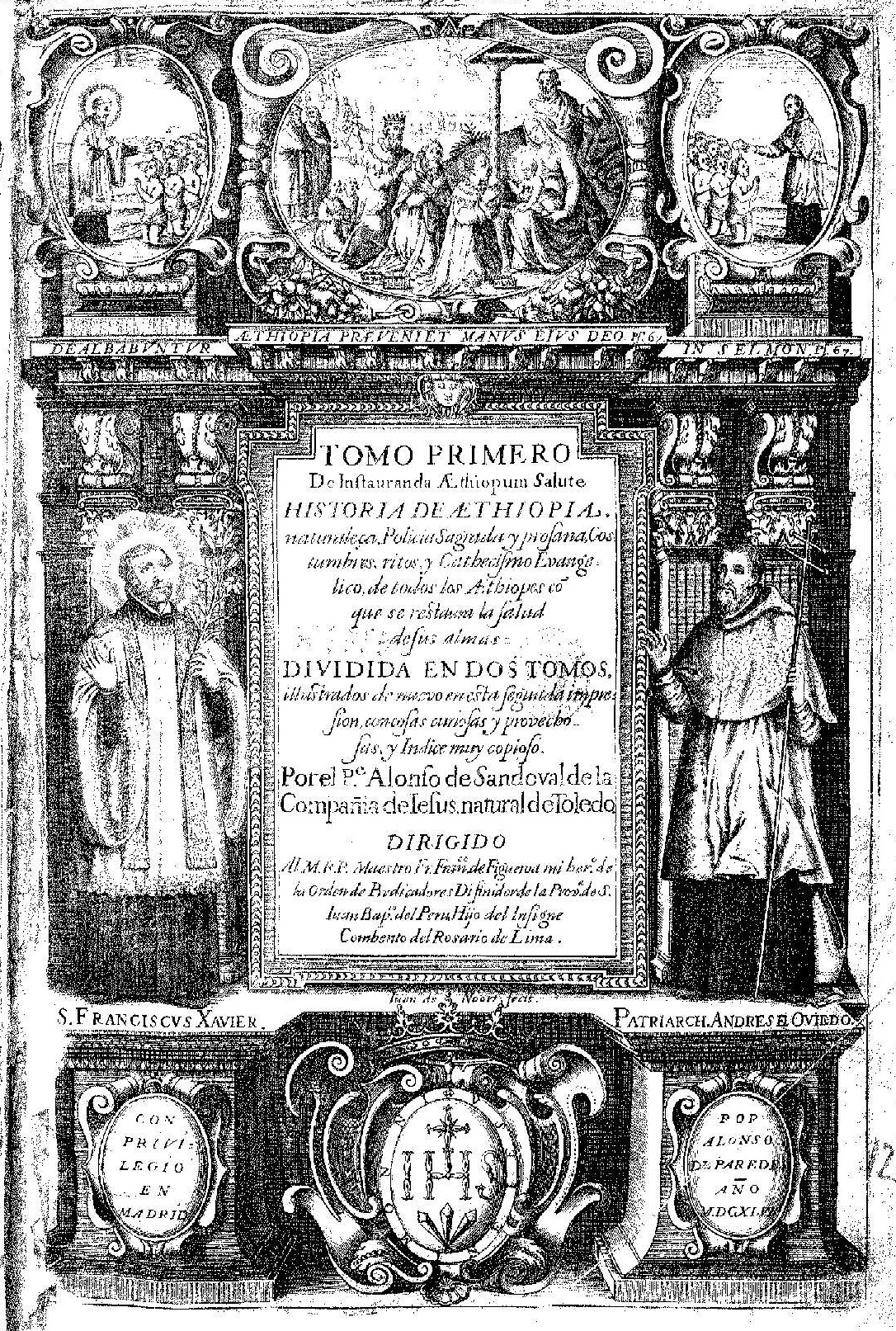
Juan de Noort, frontispicio de la obra de Alonso de Sandoval, De Instauranda Aethiopum Salute: historia de Aethiopia, naturaleza, policía sagrada y profana, costumbres, ritos y Cathecismo Evangélico, de todos los Aethiopes, Madrid, por Alonso de Paredes, 1647. Biblioteca Nacional de España

Alonso de Sandoval (Sevilla, 7 de diciembre de 1576-Cartagena de Indias, 25 de diciembre de 1652) fue un sacerdote jesuita español que se dedicó a la evangelización de esclavos africanos transportados de manera forzada a Cartagena de Indias. Es particularmente conocido por su tratado De instauranda Æthiopum salute, una de las fuentes más tempranas de información para los interesados los en estudios de los afrodescendientes en América. Además constituye una importante contribución al estudio del comercio de esclavos y el impacto de la religión en los procesos de esclavización. En la obra de Sandoval se describe detalladamente sus largos años de experiencia misional enfocada en restaurar la salvación a los esclavizados que salían de los puertos de África y llegaban a las Indias.      

## Biografía
Alonso de Sandoval nació en Sevilla el 7 de diciembre de 1576 y falleció en Cartagena de Indias, Colombia en 1652.
El padre de Sandoval, Tristán Sánchez, había trabajado como funcionario del gobierno en la burocracia española y viajó a América a finales del año 1550, a regiones que incluyen lo que ahora se conoce como Chile y Bolivia. Sandoval tenía 11 hermanos, nacidos de relaciones que su padre había tenido con tres mujeres distintas, uno de los cuales fue descrito como un hijo mestizo. Su padre regresó a España en 1573, llevando consigo a su esposa, a su hijo mestizo “ilegítimo”, a otros cuatro de sus hijos, a su suegra, a dos sirvientes y a un esclavo.  
Cuando Sandoval cumplió siete años, él y su familia acompañaron a su padre a Lima en otro empleo burocrático. Fue ahí, en la capital del virreinato del Perú, donde Sandoval recibió gran parte de su educación, y sus estudios eclesiásticos. Era común que muchos españoles ricos que residían en las capitales virreinales de Lima y México educaran a sus hijos en prestigiosas instituciones religiosas, ya que la Iglesia Católica funcionaba como una rama importante de la burocracia española. Sandoval estudió en el Colegio Jesuita de San Pablo en Lima, considerado como uno de los mejores colegios de las Américas en ese momento.}
En 1593 se unió oficialmente a la Compañía de Jesús y fue enviado a Cartagena de Indias en 1605. Sandoval permaneció y trabajó en Cartagena por el resto de su vida y fue nombrado como director del Colegio de Jesuitas de Cartagena. Finalmente, murió en una epidemia que afectó a la ciudad en 1652.

## «De instauranda Æthiopum salute» Tratado de la esclavitud
De instauranda Æthiopum salute se publicó originalmente en español en Sevilla en 1627, con el título de Naturaleza, policía sagrada y profana, costumbres y ritos, disciplina y catecismo evangélico de todos los etíopes o De instauranda Aethiopum salute  Actualmente, sólo  pocas bibliotecas en Europa, Estados Unidos y América Latina tienen copias de la edición original de este texto."La obra se divide en cuatro libros: el primero, que es de gran utilidad, señala la ubicación geográfica y las características físicas y etnográficas de los esclavos que llegaban a Cartagena desde el río Senegal hasta la isla de Luanda y aún más allá hasta el Océano índico. El segundo es el más ilustrado pero al mismo tiempo el de más pesada lectura por la abundancia de citas de apóstoles, tratadistas y doctores de la Iglesia, dirigidas todas a encender en el corazón de los sacerdotes el deseo de ocuparse de la conversión y salud espiritual de los desgraciados esclavos. El tercero suministra métodos prácticos para conocer si los negros que llegaban a Cartagena estaban bautizados o no, para catequizarlos y bautizarlos, y si fuese del caso, confesarlos, darles la comunión y administrarles la extremaunción y desde luego para curar sus graves y dolorosas enfermedades e infundirles ánimo y consuelo. Finalmente, el libro cuarto, trata particularmente de la tarea cumplida por los jesuitas en favor de los negros de África y Asia (es decir los indios arios) y Oceanía (melanesios), especialmente por San Francisco Javier, a cuya labor espiritual dedica cuatro capítulos, y de la importancia que los superiores y provinciales de la Compañía de Jesús daban a la conversión de los 'morenos."
Sin embargo, también es muy difícil encontrar hoy en día la edición de 1647. El tratado De instauranda Aethiopum salute, representa la perspectiva española y católica sobre los africanos y los esclavizados africanos traídos a América en las cuatro primeras décadas del siglo XVII, la evangelización negra y el proceso de esclavitud que se vivió en Cartagena de Indias. El objetivo misional de Sandoval fue convertir o cristianizar a los esclavos, administrarles y aplicarles los sacramentos una vez eran desembarcados en los puertos por lo cual se convirtió en motivo para mostrar y evidenciar lo perjudicados que eran, llevándolo a denunciar las agresiones y problemáticas que estos pasaban. Sandoval percibió su trabajo como un estímulo para la inclusión humana y justa de los africanos en la Iglesia Católica.
En De instauranda, Sandoval se basa en las tradiciones intelectuales e ideológicas de los jesuitas, así como en sus experiencias personales de educación y formación jesuita, que habían incidido en su visión acerca de la cristianización de personas africanas. No obstante, aunque constituyó un estudio valioso y único, De instauranda cayó pronto en el olvido. Marcio Paulo Cenci, filósofo y crítico, sostiene que, el hecho de que los monarcas ibéricos, la élite colonial y los propios jesuitas estuvieran beneficiándose significativamente de la esclavización, podría haber influido en la falta de interés por De instauranda. El hecho de que no fuera una herramienta de propaganda efectiva para los enemigos de España, en contraste con la enormemente famosa obra de de las Casas, podría explicar por qué De instauranda tampoco se tradujo o popularizó en otras lenguas europeas. Las historias de crímenes en el comercio de esclavos y el descuido en la cristianización de los esclavos africanos, no fueron suficientemente convincentes en el siglo XVII, como lo habían sido las denuncias de malos tratos de los amerindios por parte de los españoles en el siglo XVI.
Por otro lado, el libro de Sandoval, además de contener información relevante sobre la vida de los esclavos, también posee grandes conocimientos desde el punto de vista lingüístico y de la fonética, cuyos estudios fue uno de los primeros en mostrar la existencia de un criollo de base portuguesa en la Isla de Santo Tomé y el primero en darnos la primicia del criollo de base española que se hablaba seguramente en Cartagena de Indias, en el siglo XVII, como bien lo ha demostrado Germán de Granda en algunos de sus trabajos. 
"Esta obra, constituye una valiosa fuente para quienes están interesados en explorar los imaginarios sociales que entre europeos y americanos eurodescendientes circulaban a principios del siglo XVII sobre Etiopía y los etíopes. En tanto estos imaginarios son en gran parte articulados como estrategias de otrerización y en negativo, son una importante fuente para escudriñar las imágenes asociadas a lo europeo, sus valores y criterios. Los aportes de Sandoval también se constituyen en una fuente que da cuenta de modalidades de captura, de las formas en que eran transportados y tratados los bozales una vez llegaban al puerto de Cartagena, así como de los términos en los cuales se legitimaban o problematizaban tales prácticas. Además, Sandoval deja un registro detallado de un programa y una tecnología misional de intervención sobre la reducción al cristianismo de los esclavizados. Finalmente, aunque más puntualmente y subsumidos un discurso eurocentrado, existen múltiples pasajes donde aparecen sugeridas formas de resistencia, prácticas e interpretaciones de los propios esclavizados".

### Ediciones
- En el año 2008, Nicole von Germeten hizo una edición sobre Treatise on Slavery: Selections, de Alonso de Sandoval. Esta fue la primera traducción abreviada en inglés de este tratado.